# Aesculus flava
Aesculus flava là một loài thực vật có hoa trong họ Bồ hòn. Loài này được Sol. mô tả khoa học đầu tiên năm 1778.

## Hình ảnh

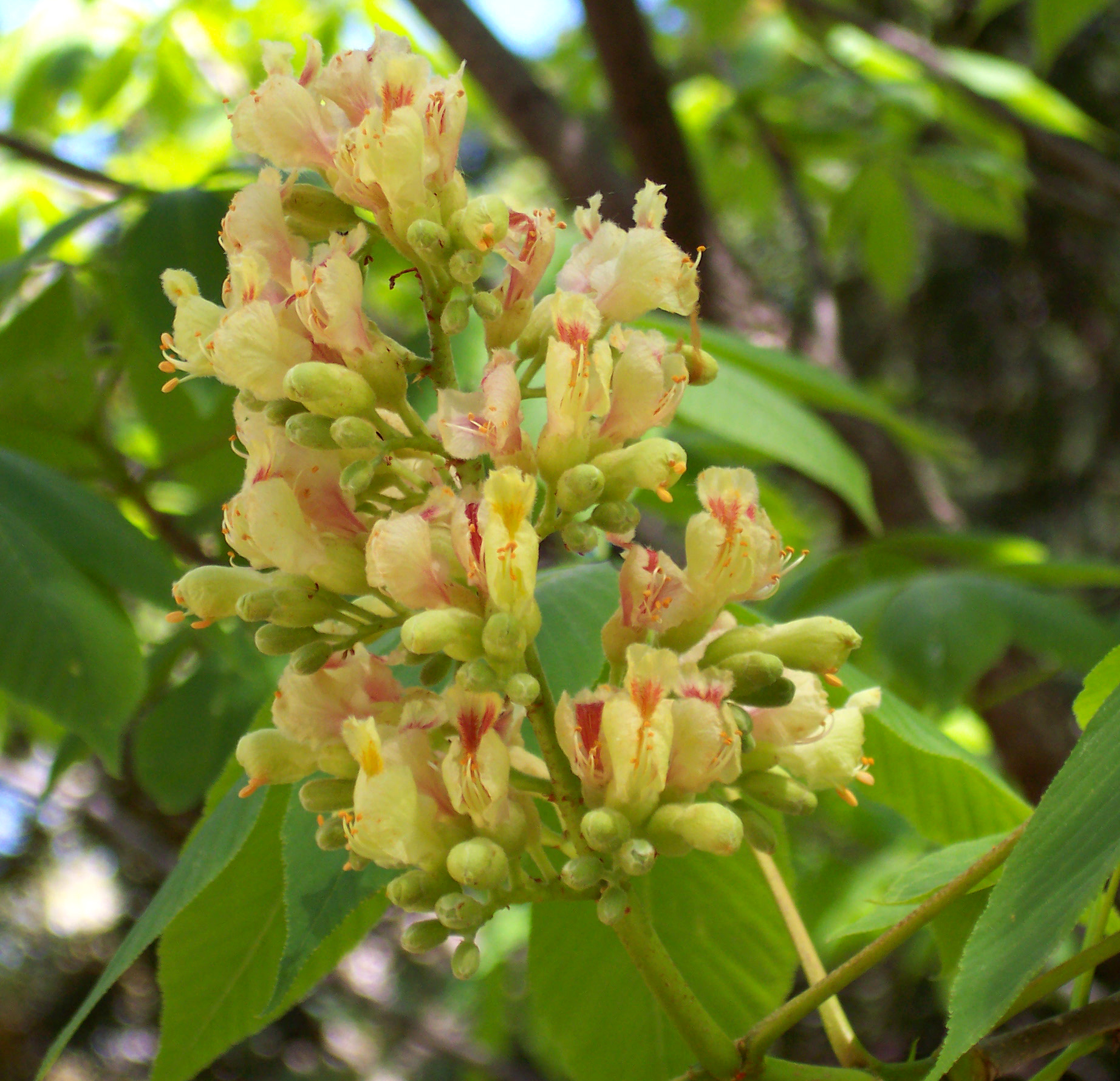
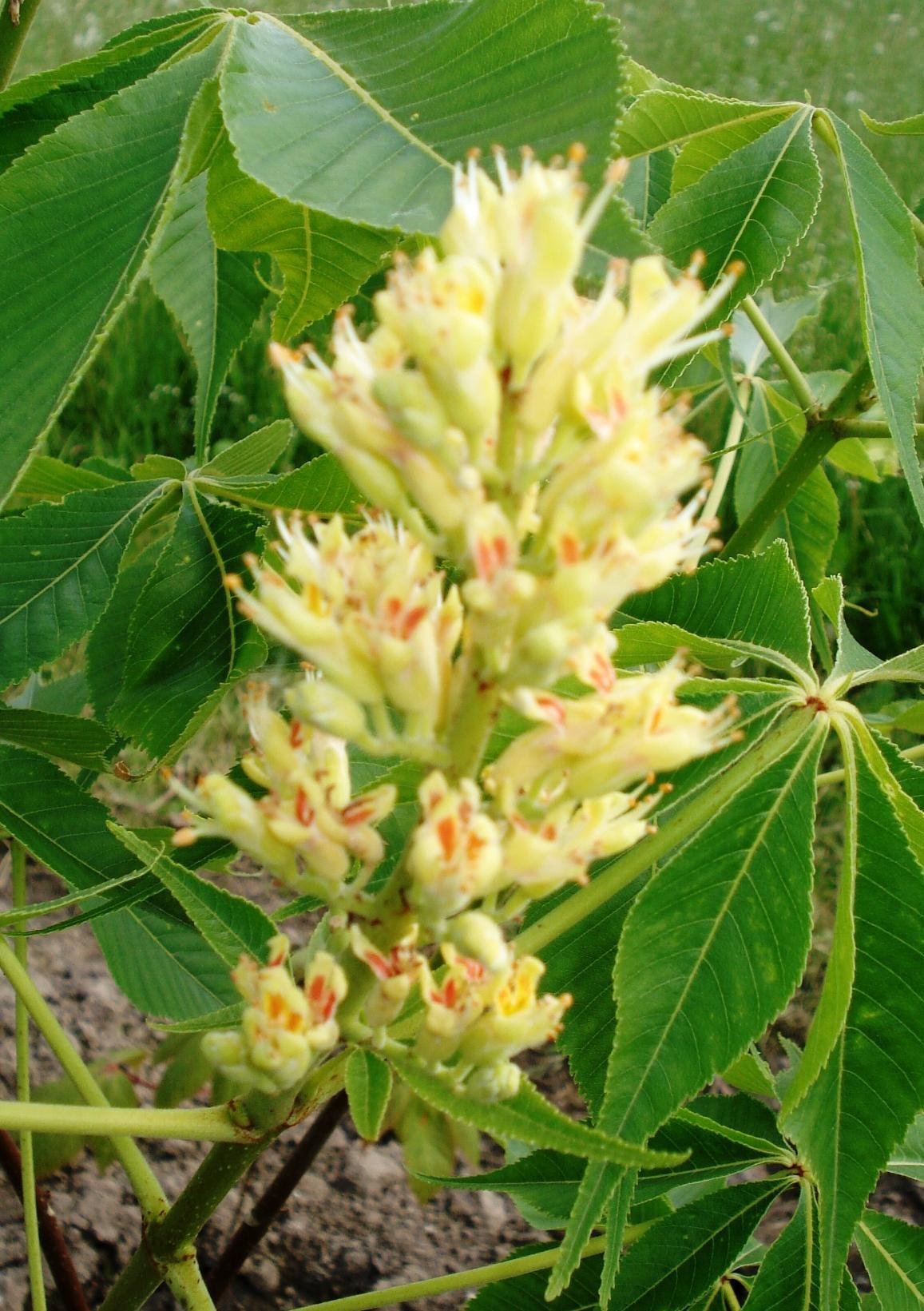
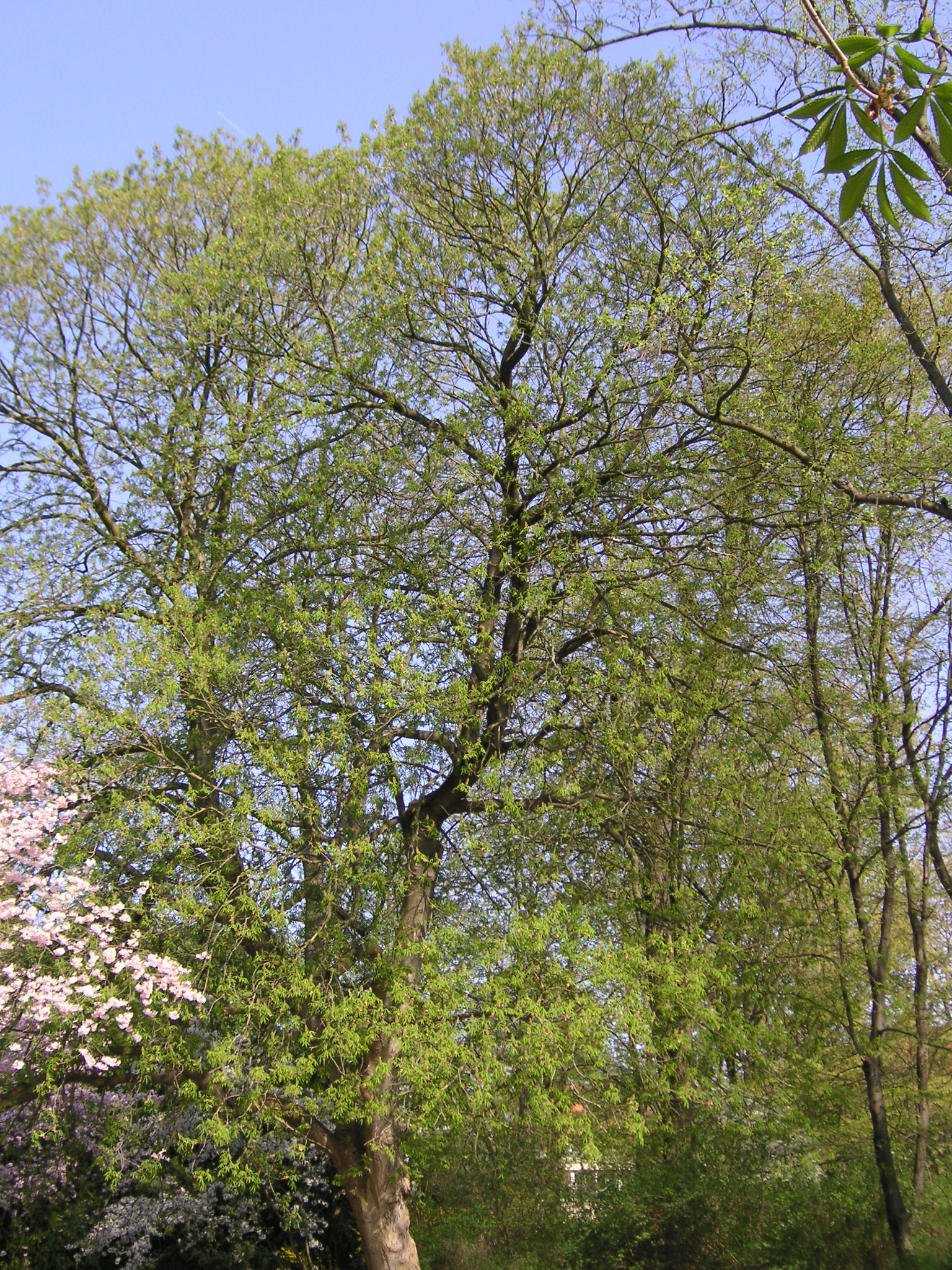
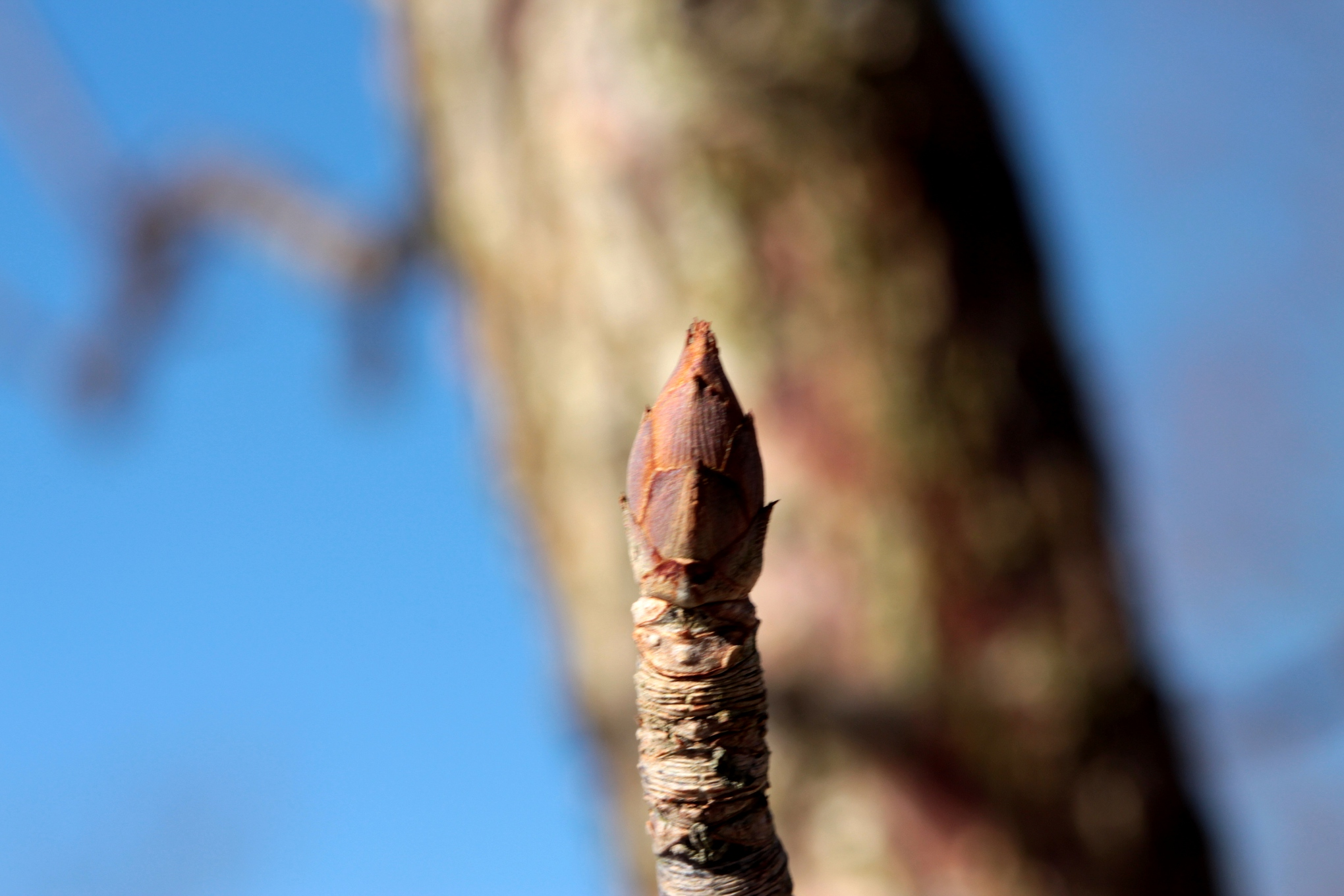